# Leptodeuterocopus gratus
Leptodeuterocopus gratus là một loài bướm đêm thuộc họ Pterophoridae. Loài này có ở Peru.
Sải cánh dài khoảng 12 mm. Con trưởng thành bay vào tháng 3.